# 格莱涅
格莱涅（法語：Glaignes，法語發音：[ɡlɛɲ]）是法国瓦兹省的一个市镇，属于桑利斯区。

## 地理
格莱涅（49°16'20"N, 2°51'7"E）面积5.42 平方千米，位于法国上法蘭西大區瓦兹省，该省份为法国北部内陆省份，北起索姆省，西接厄尔省和滨海塞纳省，南至塞纳-马恩省和瓦兹河谷省，东临埃纳省。
与格莱涅接壤的市镇（或旧市镇、城区）包括：奥鲁伊、贝蒂西圣马丹、罗克蒙、塞里-马涅瓦勒。

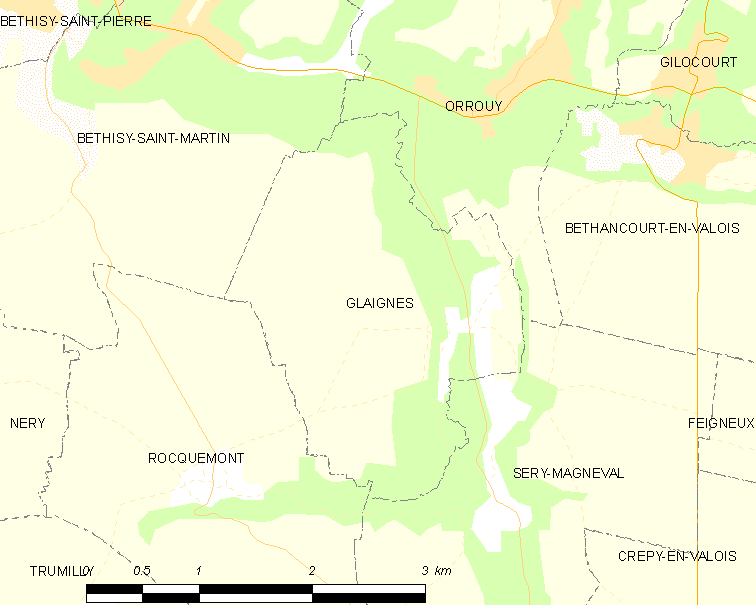
格莱涅的OSM定位图

格莱涅的时区为UTC+01:00、UTC+02:00（夏令时）。

## 行政
格莱涅的邮政编码为60129，INSEE市镇编码为60274。

## 政治
格莱涅所属的省级选区为瓦卢瓦地区克雷皮县。

## 人口

1962-2008年间格莱涅人口变化图示

格莱涅于2022年1月1日时的人口数量为364人。